# Мюльтроф
Мю́льтроф (нем. Mühltroff) — бывший город в Германии, в земле Саксония. После объединения 1 января 2013 года с городом Пауза вошёл в состав города Пауза-Мюльтроф.
Население составляет 1794 человека (на 31 декабря 2010 года). Занимает площадь 27,7 км².

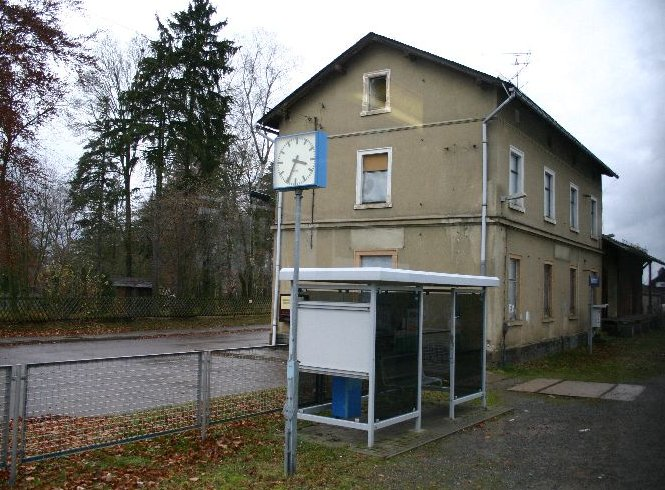
Остановка в Мюльтрофе